# Санок
Са̀нок (на полски: Sanok; на украински: Сянік) е град в Югоизточна Полша, Подкарпатско войводство. Административен център е на Саношки окръг, както и на селската Саношка община, без да е част от нея. Самият град е обособен в самостоятелна градска община с площ 38,08 км2.

## География

### Географско положение
Градът се намира в историческата област Червена Рус. Разположен в Саношката котловина, край двата бряга на река Сан. Отстои на 62 километра югозападно от Пшемишъл, на 66 километра източно от Ясло и на 52 километра от границата с Украйна.

### Граници
На север, запад и изток територията на града граничи със селската Саношка община, а на юг със Загошката община.

## История
За пръв път селището е споменато в Ипатиевския летопис от 1150 година. Получава градски права през 1339 година от княз Юрий II Болеслав. След 1340 година Санок, както и цялата територия на Галичкото княжество е присъедината към Полша от крал Кажимеж III Велики. Градът става център на Саношката земя, административна единица, част от Руското войводство. В резултат на Първото разделяне на Жечпосполита през 1772 година, Саношката земя става част от хабсбургската административна област Кралство Галиция и Лодомерия. След края на Първата световна война, градът е върнат на Полша.

## Население
Според данни от полската Централна статистическа служба, към 1 януари 2014 г. населението на града възлиза на 39 027 души. Гъстотата е 1 025 души/км2.

## Административно – териториално деление
Градът е разделен на 7 района (джелници).

### Райони
- Шрудмѐшче
- Бло̀не
- Зато̀же
- Домбру̀вка
- Вуйто̀ство
- Поса̀да
- Олхо̀вце

## Личности

### Родени в града
- Кажимеж Швиталски – полски политик, министър-председател
- Йозеф Херциг – австрийски химик
- Катажина Бахледа-Цуруш – полска кънкобегачка, олимпийска медалистка
- Марян Панковски – полски писател, драматург, литературен критик и преводач
- Зджислав Бекшински – полски художник, фотограф и скулптор
- Зигмунт Гораздовски – полски духовник, обявен за светец от Католическата църква
- KaeN – полски рапър

## Градове партньори[2]
- Cestas, Франция
- Дрогобич, Украйна
- Каменец Подолски, Украйна
- Gyöngyös, Унгария
- Humenné, Словакия
- Йостершунд, Швеция
- Райнхайм, Германия